# Francesc Oliver Fradera
Francesc Oliver Fradera (Calella, Maresme, 18 de diciembre de 1924 - Pineda de Mar, Maresme, 12 de febrero de 1998) fue un pintor catalán. Trabajó todas las técnicas generalmente utilizadas en las artes plásticas, principalmente dibujo, acuarela, pintura al óleo y grabado. Su obra se caracteriza por tener colores vivos, una aplicación compacta de la pintura, pinceladas distinguibles y temas de la vida real.
La vocación pictórica de Oliver recoge desde muy joven las tendencias artísticas del momento con pinturas enmarcadas en el posimpresionismo, exaltando el color y la forma. En la edad adulta, los temas paisajísticos y humanos empezaron a marcar su obra, abriendo nuevos caminos y enfatizando la representación del sentimiento y la visión de la realidad con el color como instrumento básico de su lenguaje pictórico.
Su temática preferida fue la costumbrista: las marinas, como un reflejo plástico del esplendor lumínico del Mediterráneo; el mundo de las máscaras, especialmente dentro del carnaval veneciano; y el exotismo norteafricano.
En el contexto de la pintura figurativa, Oliver pintó obras llenas de sugerencias, así como obras esquemáticamente sintetizadas. En este sentido, el pintor catalán fue un enamorado del gesto, captando el instante vital en el que se encuentran sus personajes como, por ejemplo, los campesinos, las lavanderas, los pescadores o las vendedoras.
Oliver expuso por toda Cataluña, entre otras poblaciones, en Calella, Olot, Barcelona y Molins de Rei; pero también en otras ciudades del estado como Tenerife o Santander. En el extranjero, expuso obras en Bélgica, Alemania y Suiza.
El periodista y escritor Domènec Moli publicó en 1991 un libro monográfico dedicado a Francesc Oliver, en el que se reproducen unas ciento cincuenta obras del pintor catalán seleccionadas por Vicenç Coromina.
En 2024, el Ayuntamiento de Calella organizó el Año Oliver con motivo del centenario de su nacimiento, iniciado con un acto de presentación, organizando una exposición de cuadros del artista y un coloquio sobre la efeméride y las obras del pintor.